# 格爾卡納 (阿拉斯加州)
格爾卡納（英語：Gulkana）是位於美國阿拉斯加州瓦爾迪茲-科爾多瓦人口普查區的一個人口普查指定地區。根據2010年美國人口普查，該地共人口119人，而該地的面積約為94.60平方千米。

## 地理
格爾卡納的座標為62°14′25″N 145°25′22″W / 62.24028°N 145.42278°W，而該地的平均海拔高度為434米（即1424英尺）。